# Parsua
Das Land Parsua oder Parsuasch (avestisch Parsava) auch Parsumasch und ähnlich, das aus  assyrischen und  urartäischen Inschriften bekannt ist, wird in älteren Forschungen mit dem Siedlungsgebiet persischer Stämme gleichgesetzt.
Salmanasser III. berichtet von den vielen Königen der Nairi, woraus Salvini auf eine persische Stammesgesellschaft mit vielen Häuptlingen schließen will.
Die Stele von Karagündüz erwähnt um 815 Mešta und Paršua als Ziel eines Feldzugs.
Zur Zeit von Argišti I. (3. Regierungsjahr, um 784) lag Paršua am oberen Dijala. Salvini lokalisiert Parsua in Urartu und will dies mit einer Wanderung der persischen Stämme erklären, wobei einzelne Stämme im alten Siedlungsgebiet zurückbleiben konnten, eine Ansicht, der Gershevitch, Fisher und Boyle entschieden widersprechen.